# Megarine
Megarine là một đô thị thuộc tỉnh Ouargla, Algérie. Dân số thời điểm năm 2002 là 10.996 người.